# Héldon Ramos
Héldon Ramos (wym. [ˈɛldɔn ˈʀɐmuʃ], ur. 14 listopada 1988 w Espargos) – kabowerdeński piłkarz grający na pozycji ofensywnego pomocnika. Jest zawodnikiem klubu Al-Taawon.

## Kariera klubowa
Swoją karierę piłkarską Héldon rozpoczął klubie Batuque FC. Grał w nim w latach 2006–2007. W 2006 roku wyjechał do Portugalii. W sezonie 2006/2007 był zawodnikiem Académiki Coimbra, jednak nie rozegrał w niej żadnego meczu. W sezonie 2007/2008 występował w CF Caniçal, a następnie został piłkarzem CD Fátima. W sezonie 2008/2009 awansował z nią z Segunda Divisão do Segunda Liga.
Latem 2010 roku Héldon przeszedł do Marítimo Funchal. Zadebiutował w nim 7 listopada 2010 w zremisowanym 1:1 domowym meczu z União Leiria. 26 listopada 2011 w zremisowanym 2:2 wyjazdowym meczu z Nacionalem Funchal strzelił swojego pierwszego gola w portugalskiej pierwszej lidze.
Po trzech i pół roku spędzonych w Funchal, w styczniu 2014 roku Héldon podpisał obowiązujący do 2019 roku kontrakt z lizbońskim Sportingiem.
28 stycznia 2015 roku został wypożyczony do Córdoba CF. Z kolei latem 2015 wypożyczono go do Rio Ave FC.

### Statystyki klubowe
| Sezon   | Klub              | Kraj                          | Rozgrywki           | Mecze | Bramki |
| ------- | ----------------- | ----------------------------- | ------------------- | ----- | ------ |
| 2005/06 | Batuque FC        | Republika Zielonego Przylądka | Campeonato Nacional | ?     | ?      |
| 2006/07 | Académica Coimbra | Portugalia                    | Primeira Liga       | 0     | 0      |
| 2007/08 | CF Caniçal        | Portugalia                    | Segunda Divisão     | 21    | 0      |
| 2008/09 | CD Fátima         | Portugalia                    | Segunda Divisão     | 30    | 10     |
| 2009/10 | CD Fátima         | Portugalia                    | Segunda Liga        | 17    | 1      |
| 2010/11 | CS Marítimo       | Portugalia                    | Primeira Liga       | 15    | 0      |
| 2011/12 | CS Marítimo       | Portugalia                    | Primeira Liga       | 29    | 4      |
| 2012/13 | CS Marítimo       | Portugalia                    | Primeira Liga       | 22    | 2      |
| 2013/14 | CS Marítimo       | Portugalia                    | Primeira Liga       | 16    | 9      |
| 2013/14 | Sporting CP       | Portugalia                    | Primeira Liga       | 10    | 1      |
| 2014/15 | Sporting CP       | Portugalia                    | Primeira Liga       | 2     | 0      |
| 2014/15 | Córdoba CF        | Hiszpania                     | Primera División    | 14    | 0      |
| 2015/16 | Rio Ave FC        | Portugalia                    | Primeira Liga       | 24    | 4      |
| 2016/17 | Rio Ave FC        | Portugalia                    | Primeira Liga       | 27    | 0      |
| 2017/18 | Vitória SC        | Portugalia                    | Primeira Liga       | 29    | 5      |
| 2018/19 | Al-Taawon         | Arabia Saudyjska              | I liga              | 27    | 10     |
| 2019/20 | Al-Taawon         | Arabia Saudyjska              | I liga              |       |        |

## Kariera reprezentacyjna
W 2006 roku wraz z reprezentacją do lat 21 zdobył brązowy medal podczas Igrzysk Luzofonii w Makau. Trzy lata później, podczas rozgrywanej w Lizbonie kolejnej edycji igrzysk, reprezentacja Republiki Zielonego Przylądka wywalczyła złoto. W trakcie portugalskiego turnieju Héldon był kapitanem zespołu, a w czterech meczach strzelił pięć bramek (najlepszy wynik na Igrzyskach).
W reprezentacji Republiki Zielonego Przylądka Héldon zadebiutował w 2008 roku. W 2013 roku został powołany do kadry na Puchar Narodów Afryki 2013, gdzie z drużyną narodową dotarł do ćwierćfinału.